# Pseudochalceus
Pseudochalceus är ett släkte av fiskar. Pseudochalceus ingår i familjen Characidae.
Kladogram enligt Catalogue of Life:
| Pseudochalceus | \| \| Pseudochalceus bohlkei \| \| \| \| \| \| Pseudochalceus kyburzi \| \| \| \| \| \| Pseudochalceus lineatus \| \| \| \| \| \| Pseudochalceus longianalis \| \| \| \| |
|                | \| \| Pseudochalceus bohlkei \| \| \| \| \| \| Pseudochalceus kyburzi \| \| \| \| \| \| Pseudochalceus lineatus \| \| \| \| \| \| Pseudochalceus longianalis \| \| \| \| |
|                | Pseudochalceus bohlkei |
|                | |
|                | Pseudochalceus kyburzi |
|                | |
|                | Pseudochalceus lineatus |
|                | |
|                | Pseudochalceus longianalis |
|                | |